# Taxithelium planulum
Taxithelium planulum är en bladmossart som beskrevs av Bescherelle 1880. Taxithelium planulum ingår i släktet Taxithelium och familjen Sematophyllaceae. Inga underarter finns listade i Catalogue of Life.